# 堅倉村
堅倉村（かたくらむら）は、茨城県東茨城郡にかつて存在した村である。

## 地理
旧美野里町の東部、現在の小美玉市の北部に位置している。

## 歴史

### 村域の変遷
- 1889年（明治22年）4月1日 - 町村制施行に伴い、堅倉村・三箇村・鶴田村・柴高村・小岩戸村・張星村・部室村・西郷地村・羽刈新田・江戸新田・納場新田・寺崎新田・高田新田・手堤新田・大笹新田・橋場美新田・先後新田が合併し東茨城郡堅倉村が発足。
- 1956年（昭和31年）8月1日 - 竹原村と合併して竹原堅倉村が発足。竹原堅倉村は即日改称して美野里村となる。堅倉村は消滅。

変遷表
| 1868年 以前 | 1868年 以前     | 明治元年 | 明治22年 4月1日 | 昭和31年 8月1日              | 昭和34年 4月1日 | 平成18年 3月27日 | 現在     |
| ----------- | --------------- | -------- | --------------- | ---------------------------- | --------------- | ---------------- | -------- |
|             | 堅倉村          | 堅倉村   | 堅倉村          | 竹原堅倉村 即日改称 美野里村 | 町制 美野里町   | 小美玉市         | 小美玉市 |
|             | 三箇村          |          | 堅倉村          | 竹原堅倉村 即日改称 美野里村 | 町制 美野里町   | 小美玉市         | 小美玉市 |
|             | 鶴田村          |          | 堅倉村          | 竹原堅倉村 即日改称 美野里村 | 町制 美野里町   | 小美玉市         | 小美玉市 |
|             | 柴高村          |          | 堅倉村          | 竹原堅倉村 即日改称 美野里村 | 町制 美野里町   | 小美玉市         | 小美玉市 |
|             | 小岩戸村        | 小岩戸村 | 堅倉村          | 竹原堅倉村 即日改称 美野里村 | 町制 美野里町   | 小美玉市         | 小美玉市 |
|             | 小岩戸村        | 寺崎新田 | 堅倉村          | 竹原堅倉村 即日改称 美野里村 | 町制 美野里町   | 小美玉市         | 小美玉市 |
|             | 張星村          |          | 堅倉村          | 竹原堅倉村 即日改称 美野里村 | 町制 美野里町   | 小美玉市         | 小美玉市 |
|             | 西郷地村        |          | 堅倉村          | 竹原堅倉村 即日改称 美野里村 | 町制 美野里町   | 小美玉市         | 小美玉市 |
|             | 部室村          | 部室村   | 堅倉村          | 竹原堅倉村 即日改称 美野里村 | 町制 美野里町   | 小美玉市         | 小美玉市 |
|             | 部室村          | 江戸新田 | 堅倉村          | 竹原堅倉村 即日改称 美野里村 | 町制 美野里町   | 小美玉市         | 小美玉市 |
|             | 部室村          | 納場新田 | 堅倉村          | 竹原堅倉村 即日改称 美野里村 | 町制 美野里町   | 小美玉市         | 小美玉市 |
|             | 部室村          | 羽刈新田 | 堅倉村          | 竹原堅倉村 即日改称 美野里村 | 町制 美野里町   | 小美玉市         | 小美玉市 |
|             | 下安居村 の一部 | 高田新田 | 堅倉村          | 竹原堅倉村 即日改称 美野里村 | 町制 美野里町   | 小美玉市         | 小美玉市 |
|             | 下安居村 の一部 | 手堤新田 | 堅倉村          | 竹原堅倉村 即日改称 美野里村 | 町制 美野里町   | 小美玉市         | 小美玉市 |
|             | 下押部村 の一部 | 大笹新田 | 堅倉村          | 竹原堅倉村 即日改称 美野里村 | 町制 美野里町   | 小美玉市         | 小美玉市 |
|             | 橋場美新田      |          | 堅倉村          | 竹原堅倉村 即日改称 美野里村 | 町制 美野里町   | 小美玉市         | 小美玉市 |
|             | 先後新田        |          | 堅倉村          | 竹原堅倉村 即日改称 美野里村 | 町制 美野里町   | 小美玉市         | 小美玉市 |

## 大字
- 堅倉（かたくら）
- 三箇（さんが）
- 鶴田（つるた）
- 柴高（しばたか）
- 小岩戸（こいわと）
- 張星（はりほし）
- 部室（へむろ）
- 西郷地（さいごうち）
- 羽刈新田（はかりしんでん）
- 江戸新田（えどしんでん）
- 納場新田（のうばしんでん）
- 寺崎新田（てらさきしんでん）
- 高田新田（たかだしんでん）
- 手堤新田（てづつみしんでん）
- 大笹新田（おおざさしんでん）
- 橋場美新田（はしばみしんでん）
- 先後新田（まつのちしんでん）

## 人口・世帯

### 人口
総数 [単位： 人]
| 1891年（明治22年） | 4,103 |
| 1920年（大正 9年） | 6,385 |
| 1935年（昭和10年） | 6,752 |
| 1950年（昭和25年） | 8,857 |

### 世帯
総数 [単位： 世帯]
| 1920年（大正 9年） | 1,332 |
| 1935年（昭和10年） | 1,302 |
| 1950年（昭和25年） | 1,584 |

## 交通

### 道路
- 一級国道
  - 国道6号（水戸街道）